# Олександрівка (Покровська селищна громада)
Олекса́ндрівка — село в Україні, у Синельниківському районі Дніпропетровської області. Входить до складу Покровської селищної громади. Населення становить 1951 осіб.

## Географія

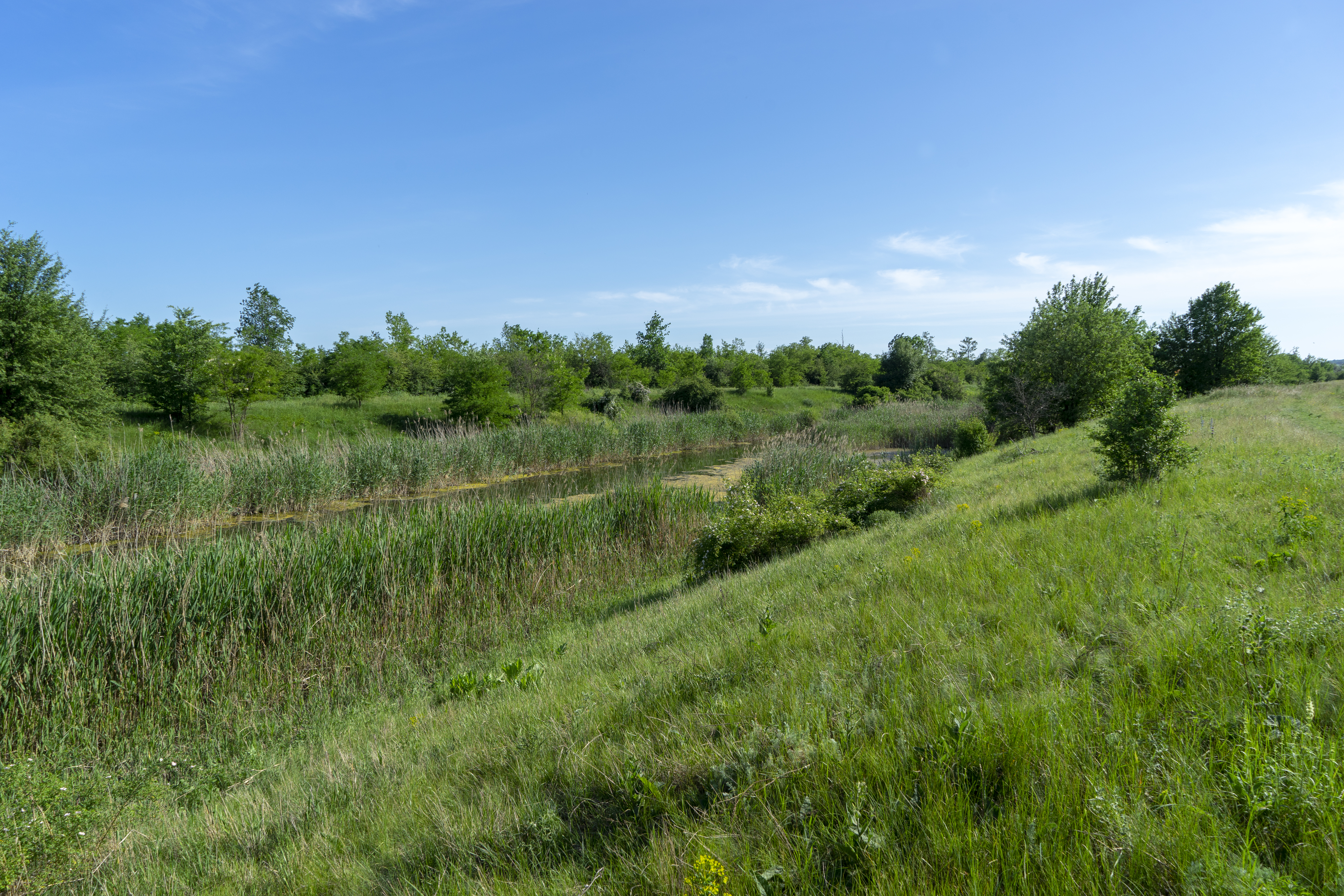
Природа біля села. Річка Гайчур

Село Олександрівка знаходиться на лівому березі річки Вовча, вище за течією на відстані 1 км розташоване село Добропасове, нижче за течією на відстані 1 км розташоване село Богодарівка, на протилежному березі — селище Покровське. Через село проходять автомобільні дороги Н15 і Р85.

## Археологія
Поблизу Олександрівки в урочищі Кут відкрито поселення пізньої бронзи (II — початок І тисячоліття до Р. Х.).

## Історія
Станом на 1886 рік в селі, центрі Олександрівської волості, мешкало 3685 осіб, налічувалось 498 дворів, православна церква, школа, 2 лавки, бондарня.
До 2016 року центр Олександрівської сільської ради.
12 червня 2020 року, відповідно до розпорядження Кабінету Міністрів України № 709-р від «Про визначення адміністративних центрів та затвердження територій територіальних громад Дніпропетровської області», увійшло до складу Покровської селищної громади.
19 липня 2020 року, в результаті адміністративно-територіальної реформи і ліквідації Покровського району, село увійшло до складу новоутвореного Синельниківського району.

## Населення

### Мова
Розподіл населення за рідною мовою за даними перепису 2001 року:
| Мова            | Кількість | Відсоток |
| --------------- | --------- | -------- |
| українська      | 1838      | 94.21%   |
| російська       | 99        | 5.07%    |
| вірменська      | 6         | 0.31%    |
| білоруська      | 3         | 0.15%    |
| румунська       | 2         | 0.10%    |
| болгарська      | 2         | 0.10%    |
| інші/не вказали | 1         | 0.06%    |
| Усього          | 1951      | 100%     |

## Економіка
- Покровський сирзавод.

## Об'єкти соціальної сфери
- Школа.
- Дитячий садочок.
- Ордена «Знак Пошани» Вище професійне училище № 75
- Будинок культури.